# Наос
Также Наос — собственное имя Дзеты Кормы.
Нао́с (от греч. ναός — домик, жилище божества) — центральная часть древнегреческого храма. У древних римлян  — целла. Вначале, в архаической Греции, — святилище в виде деревянного ящика, в котором хранили статуэтку божества. Такой «домик» имел двускатную крышу и раскрывающиеся дверцы. Наосы устанавливали на специальной ладье. Наос с открытыми дверцами символизировал пребывание божества на небе. Позднее наосом стали называть нишу для культовой статуи. В классическую эпоху с формированием композиции древнегреческого периптера наосом стали называть центральную часть храма, где находилась культовая статуя. Со стороны главного фасада и входа в храм (вход, как правило, находился с восточной стороны) располагался пронаос. Позади наоса — опистодом. Древнеримский зодчий Витрувий в трактате «Десять книг об архитектуре» (13 год до н. э.), написанном на латыни, ещё приводит оригинальные греческие названия, в том числе «ναός», но позднее, например в трактате Виньолы «Правило пяти ордеров архитектуры» (1562), и в последующих изданиях по теории архитектуры, авторы использовали только латинские термины. Отсюда терминологический парадокс. Внутреннее пространство древнегреческого храма также стали называть латинским термином «целла», хотя греки такого слова естественно не знали.
В раннехристианских базиликах на Востоке и в церквях романского периода на Западе Европы по традиции продолжали использовать греческое слово «наос», но в XII—XIII веках постепенно переходили к  старо-французскому nef, от лат. navis — корабль. Это соответствовало символическому значению пространства храма, ведь именно корабль (а не «ящик») ассоциировался  с ролью церкви, подобно кораблю несущему души через бури жизни. Позднее сложилось неразборчивое отношение к различию семантики и символики античного наоса и христианского нефа. Отсюда досадная путаница в популярных справочных изданиях. В настоящее время в специальной литературе по теории архитектурной композиции принято строго разграничивать понятия наоса и нефа, опираясь на критерии исторической топографии.

## История

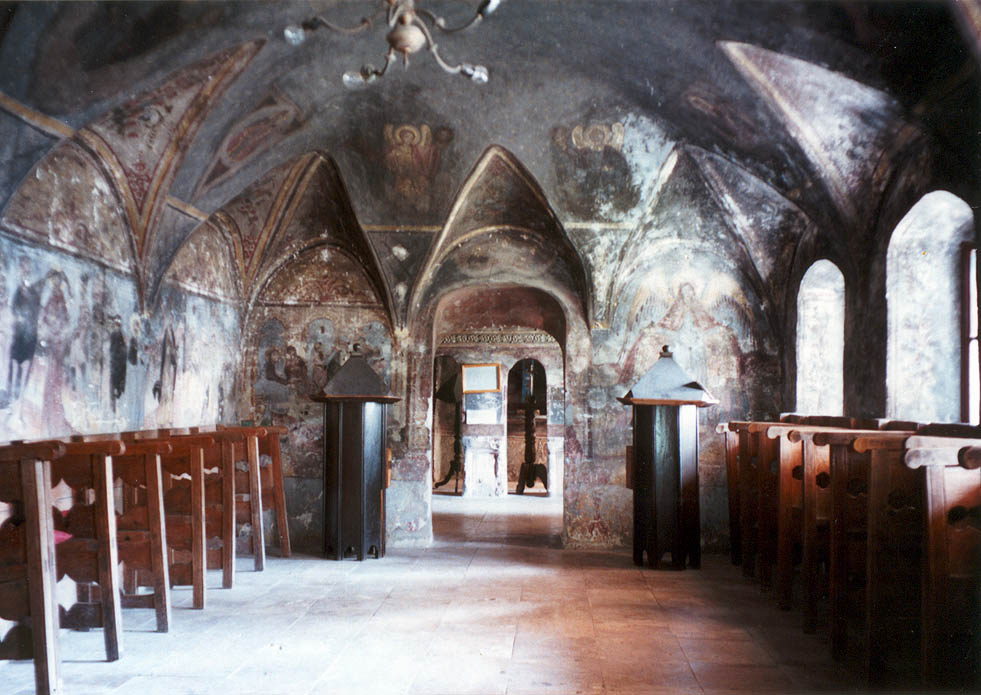

В раннехристианских храмах VI—VII веков, построенных в форме базилики, неф имел продольную форму. В развитой, классической базилике храм имел три нефа: один главный и два боковых. Однако уже в V веке возникли центрические купольные храмы. В них подкупольное пространство могло иметь квадратную, круглую, октогональную (восьмигранную) или крестообразную форму. План храма усложнялся обходными галереями и хорами, которые могли огибать помещение со всех сторон, кроме алтаря. В  византийском искусстве с IX века распространённым стал крестово-купольный тип храма. В нём внутреннее пространство имело квадратную или близкую к квадратной форму. В средокрестии крестово-купольного храма располагались четыре колонны, поддерживавшие арки, своды и купол. Существовали храмы без несущих опор в интерьере. В них углы средокрестия перекрывались тромпами, поддерживавшими купол. Существовали храмы в форме креста или трёх-четырёхлистника. Последние принято называть триконхами и тетраконхами, так как их полукруглые выступы апсид перекрывались полукуполами-конхами. Этот архитектурный тип широко распространился в архитектуре Армении и Грузии. В Сербии боковые части таких храмов принято называть певницами.
Для древнерусской архитектуры характерен тип храма со столбами-опорами (сменившими византийские колонны). Планы русских храмов XI—XIII веков имели прямоугольную форму и делились столбами на три или пять нефов. С запада, обыкновенно на втором ярусе, имелись хоры, а расположенные под ними компартименты выделялись в качестве нартекса (притвора). Этот тип храма просуществовал на протяжении всей истории древнерусского искусства. Только с XIV—XV веков в храмах исчезают хоры. В XVI—XVII веках распространились бесстолпные храмы, перекрытые шатром, крестообразным или сомкнутым сводами. Неф в них приобрёл предельно простую прямоугольную форму. По сторонам примыкали приделы — малые храмы, имевшие схожую форму. С запада пристраивали низкую продольную часть: трапезную. Во многих более поздних церквях XVIII—XIX веков интерьеры приделов и трапезной сливались воедино и разделялись только столпами. Интересные конфигурации нефов встречаются в русских храмах периодов барокко и классицизма. Встречаются храмы круглой формы: ротонды. В середине и второй половине XIX века в период эклектики возрождаются формы русских храмов XVII века («русский стиль»), а также XII—XIII веков в формах так называемого русско-византийского стиля. В конце XIX — начале XX века строится много церквей и соборов с повторением форм византийской архитектуры (неовизантийский стиль). В них внутреннее пространство  получало сложную форму.